# 41. rozdanie nagród Złotych Malin
41. rozdanie nagród Złotych Malin za rok 2020 odbyło się 24 kwietnia 2021 roku. Nagrody przyznane zostały na podstawie wyników głosowania członków Golden Raspberry Foundation. Ogłoszenie oficjalnej listy nominowanych odbyło się 11 marca 2021 roku.

## Zwycięzcy i nominowani
Laureaci nagród są objęci wytłuszczeniem.

### Najgorszy film
- Absolute Proof – Mary Fanning, Brannon Howse i Mike Lindell
  - 365 dni – Maciej Kawulski, Ewa Lewandowska i Tomasz Mandes
  - Dolittle – Joe Roth, Jeff Kirschenbaum i Susan Downey
  - Wyspa Fantazji – Jason Blum, Marc Toberoff i Jeff Wadlow
  - Music – Sia i Vincent Landay

### Najgorszy aktor
- Mike Lindell (the "My Pillow Guy") – Absolute Proof we własnej osobie
  - Robert Downey Jr. – Dolittle jako Doktor John Dolittle
  - Michele Morrone – 365 dni jako don Massimo Torricelli
  - Adam Sandler – Hubie ratuje Halloween jako Hubie Dubois
  - David Spade – Niewłaściwa Missy jako Tim Morris

### Najgorsza aktorka
- Kate Hudson – Music jako Kazu "Zu" Gamble
  - Anne Hathaway – Jego ostatnie życzenie i Wiedźmy jako Elena McMahon i Grand High Witch
  - Katie Holmes – Brahms: The Boy II i Sekret: Odważ się marzyć jako Liza i Miranda Wells
  - Lauren Lapkus – Niewłaściwa Missy jako Missy
  - Anna-Maria Sieklucka – 365 dni jako Laura Biel

### Najgorszy aktor drugoplanowy
- Rudy Giuliani – Kolejny film o Boracie we własnej osobie
  - Chevy Chase – Mr. Dundee. Powrót jako Chevy
  - Shia LaBeouf – The Tax Collector jako Creeper
  - Arnold Schwarzenegger – Tajemnica pieczęci smoka (Viy 2: Journey to China) jako James Hook
  - Bruce Willis – Arka przetrwania, Plan ocalenia, i Przetrwać do świtu jako Clay Young, Donovan Chalmers i Frank Clark

### Najgorsza aktorka drugoplanowa
- Maddie Ziegler – Music jako Music Gamble
  - Glenn Close – Elegia dla bidoków jako Bonnie "Mamaw" Vance (nominacja do Oscara)
  - Lucy Hale – Wyspa Fantazji jako Melanie Cole
  - Maggie Q – Wyspa Fantazji jako Gwen Olsen
  - Kristen Wiig – Wonder Woman 1984 jako Barbara Minerva / Cheetah

### Najgorszy reżyser
- Sia – Music
  - Charles Band – wszystkie 3 filmy Barbie & Kendra (Corona Zombies, Barbie & Kendra Save the Tiger King i Barbie & Kendra Storm Area 51)
  - Barbara Białowąs i Tomasz Mandes – 365 dni
  - Stephen Gaghan – Dolittle
  - Ron Howard – Elegia dla bidoków

### Najgorszy scenariusz
- 365 dni – Tomasz Klimala, Barbara Białowąs, Tomasz Mandes i Blanka Lipińska; na podstawie powieści Blanki Lipińskiej
  - wszystkie 3 filmy Barbie & Kendra (Corona Zombies, Barbie & Kendra Save the Tiger King and Barbie & Kendra Storm Area 51) – Kent Roudebush, Silvia St. Croix i Billy Butler
  - Dolittle – Stephen Gaghan, Dan Gregor i Doug Mand; na podstawie postaci doktora Dolittle’a autorstwa Hugh Loftinga
  - Wyspa Fantazji – Jeff Wadlow, Chris Roach i Jillian Jacobs; na podstawie serialu o tym samym tytule autorstwa Gene Levitta
  - Elegia dla bidoków – Vanessa Taylor; na podstawie rozprawy J.D. Vancea

### Najgorsze ekranowe połączenie
- Rudy Giuliani i jego zamek błyskawiczny w spodniach – Kolejny film o Boracie
  - Robert Downey Jr. jego "Welsh" akcent – Dolittle
  - Harrison Ford i fałszywie wyglądający CGI "pies" – Zew krwi
  - Lauren Lapkus i David Spade – Niewłaściwa Missy
  - Adam Sandler i jego prostacki głos – Hubie ratuje Halloween

### Najgorszy prequel, sequel, remake lub plagiat
- Dolittle
  - 365 dni
  - Wyspa Fantazji
  - Hubie ratuje Halloween
  - Wonder Woman 1984